# Coelichneumon mayri
Coelichneumon mayri là một loài tò vò trong họ Ichneumonidae.